# Colurieae
Colurieae es una tribu de la subfamilia Rosoideae de la familia de las rosáceas.

## Tribus y Géneros
Géneros en Colurieae según wikispecies
- Coluria - Fallugia - Geum - Oncostylus - Orthurus - Sieversia - Taihangia - Waldsteinia

Géneros en Colurieae según NCBI
- Acomastylis - Coluria - Erythrocoma - Fallugia - Geum - Novosieversia - Oncostylus - Sieversia - Taihangia - Waldsteinia[1]